# شردان

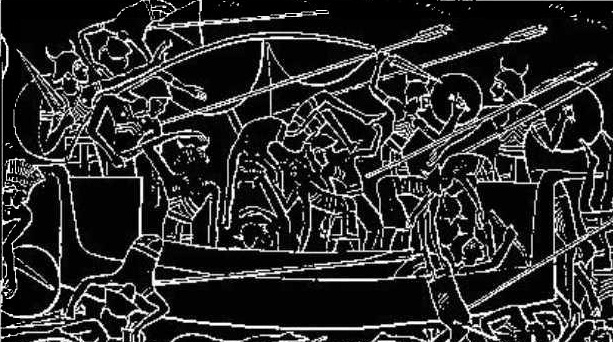
الشردان في معركة على نقش في معبد رمسيس الثالث

شِردِان (بالمصرية: شردن، بالأوغاريتية: شردنّ (شردم) وترتن (ترتم)، بالأكادية ربما: ش-ير-تا–ان-نو؛ أيضًا اللامعين «شردانا» أو «شردانو») هم أحد المجموعات الإثنية العديدة التي قيل إن شعوب البحر تكونت منها، يظهرون في السجلات التاريخية والتصويرية المجزأة (المصرية القديمة والأوغاريتية) من شرق البحر المتوسط في أواخر الألفية الثانية قبل الميلاد.
يظهرون على النقوش وهم يحملون دروعًا مستديرة ورماح أو ديركات أو سيوف، ربما من نوع ناو II. ويظهرون في بعض الحالات، وهم يرتدون الدروع والإزار، ولكن تُعتبر الخوذة ذات القرون السمة الرئيسية المميزة لهم، والتي تتميز، في جميع الحالات باستثناء ثلاث، بملحق دائري في أعلاها. يبدو درعهم في معبد رمسيس الثالث مشابهًا للدرع الذي ارتداه الفلستيون. ربما يكون سيف الشردان، الذي اقترحه علماء الآثار منذ أيام جيمس هنري برستد، قد تطور من توسيع الخناجر الأوروبية وارتبط باستغلال القصدير البوهيمي. اقترح روبرت دروس أن استخدام مجموعات مرتزقة الشردان والفلستيون هذا السلاح جعلهم قادرين على تحمل الهجمات التي تشنها العربات الحربية، ما جعلهم حلفاء قيّمين في الحرب، لكن انتقد العلماء المعاصرون نظرية دروس بشدة.

## المصادر التاريخية الأولى

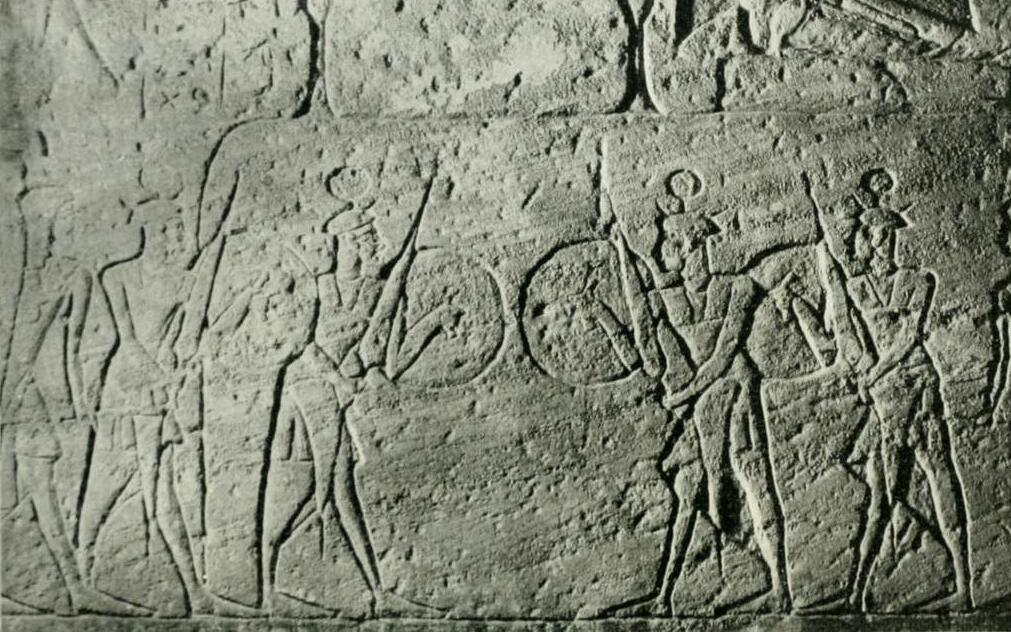
نقش في أبو سمبل يظهر أفراد من الشردان ضمن الحرس الشخصي لرمسيس الثاني.

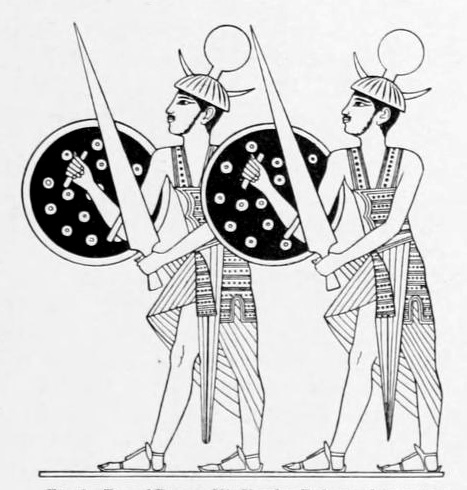
رسم في القرن 19 يصور اثنين من حرس رمسيس الثاني من النقش أعلاه؛ معداتهم واضحة للعيان.

### نظرية الأصل الشرقي

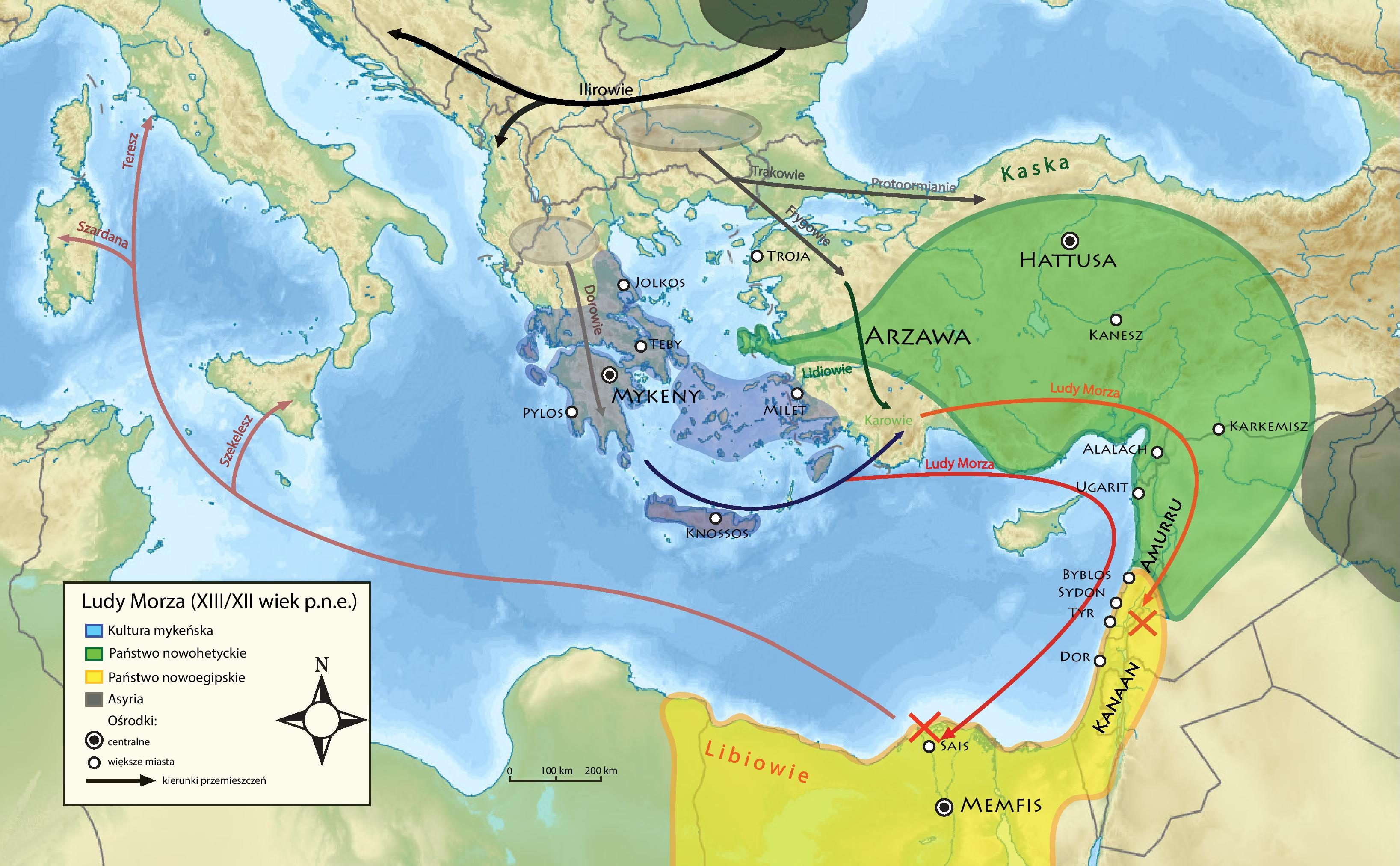
مقترح هجرة شعوب البحر من الشرق.

### نظرية الأصل الغربي

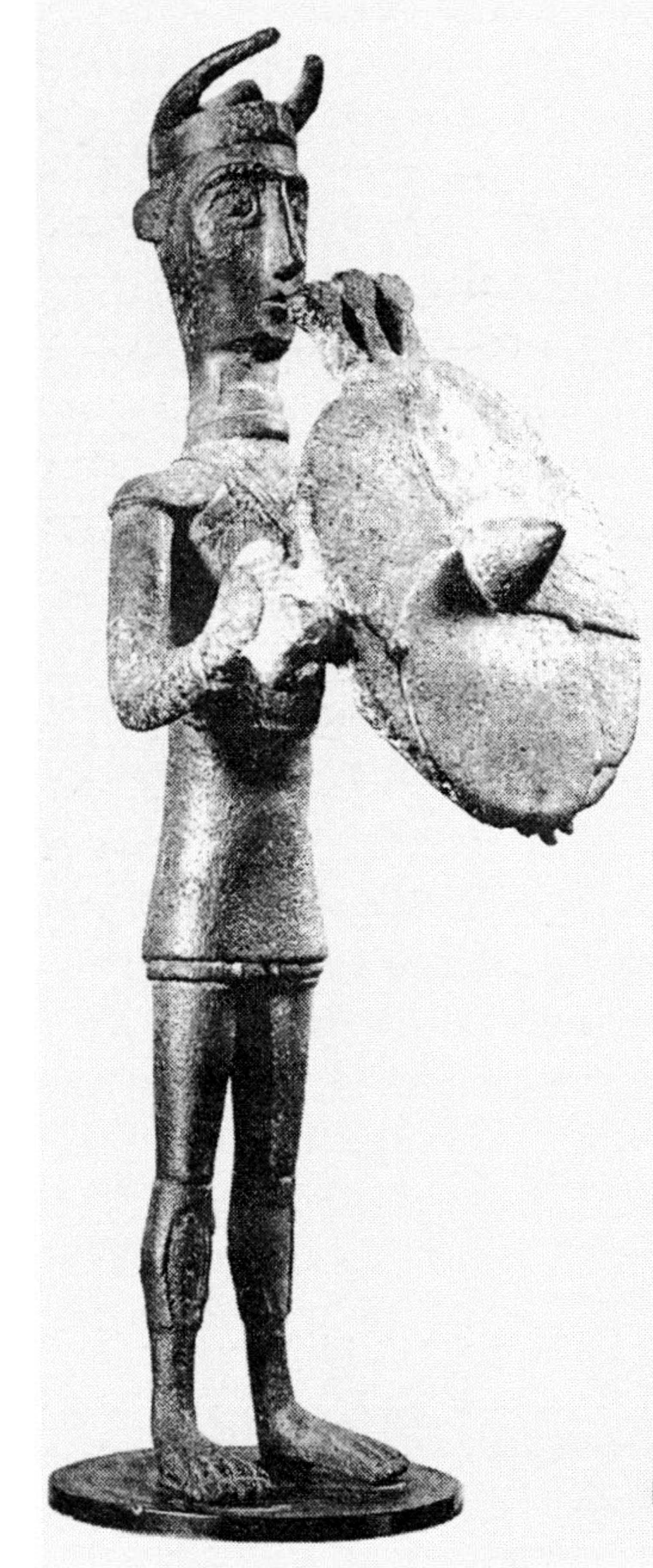
تمثال صغير من البرونز السرديني لمحارب نوراجيك.

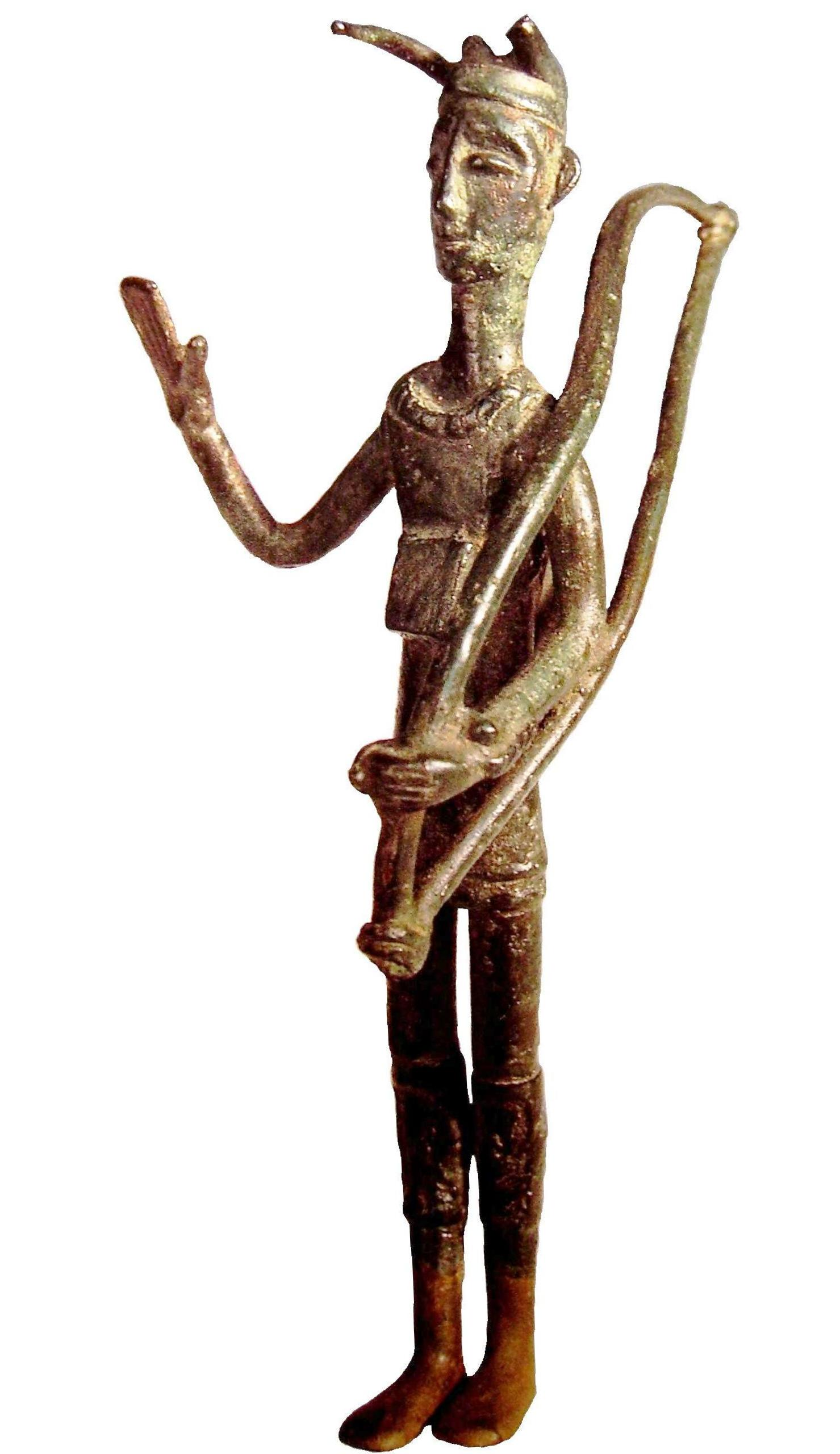
تمثال صغير من البرونز السرديني لرامي سهام نوراجيك.